# Antti Ahlström
Antti Anders Ahlström (né le 7 novembre 1827 à Merikarvia – mort le 10 mai 1896 a Helsinki) est un industriel, armateur, conseiller commercial et législateur  finlandais.

## Biographie
Il est le fondateur de la société Ahlström.
Antti Ahlström est un entrepreneur polyvalent dès ses débuts, sa société est active dans l'agriculture, un moulin à farine, une fabrique de pots en argile, une petite usine de papier glacé et une scierie en copropriété.
Dans les années 1866–74, Antti Ahlström se lance dans le transport maritime.
Il investit les capitaux qu'il en tire dans une scierie et quatre forges.
Dans les années 1880 et 1890 Antti Ahlström achète des scieries et des ferronneries.
À sa mort en 1896, Antti Ahlströmin est propriétaire de  14 scieries et 4 ferronneries
Sa carrière s'est déroulée à une époque de libéralisation intense de l'économie, lorsque les scieries sont devenues l'épine dorsale de la vie économique finlandaise. Il a su tirer parti des mutations industrielles et rassembler l'un des plus importants actifs industriels du pays.

## Reconnaissance
Sur fond de la biographie de Antti Ahlström, Kimmo Hakola a composé l'opéra ”Vierivä Kivi ei sammaloidu (Pierre qui roule n'ammasse pas mousse), dont la première eut lieu en 2008 à Noormarkku. 
Le livret est dû à Antti Tuuri.